# نارلیق
نارلیق (به ترکی آذربایجانی: Narlıq) یک منطقه مسکونی در جمهوری آذربایجان است که در شهرستان صابرآباد واقع شده‌است. نارلیق ۱۵۰۹ نفر جمعیت دارد.